# Pietro Alessandro Guglielmi
Pietro Alessandro Guglielmi (Massa, 9 de desembre de 1728 - 19 de novembre de 1804) fou un compositor d'òpera italià. Molt popular en el seu temps i pràcticament oblidat avui dia.

## Biografia
Va rebre la primera educació musical del seu pare, i després va estudiar amb Francesco Durante al Conservatori de Santa Maria di Loreto de Nàpols. Els seus primers treballs operístics, produïts a Torí el 1755, van establir la seva reputació, i aviat la seva fama es va estendre més enllà dels límits del seu propi país, de manera que el 1762 va ser cridat a Dresden per a encarregar-se de l'òpera de la ciutat.
El seu primer encàrrec, una òpera, va arribar el 1763 al Teatro Argentino de Roma. Després es pot trobar Guglielmi pel nord d'Itàlia, i a continuació, de 1767 a 1772 a Anglaterra, on comparteix amb Felice Alessandri la posició del compositor i director musical del King's Theatre de Londres. De 1776 à 1793, Guglielmi est de retour à Naples – où il est élu membre de la Nobile Accademia di Musica en 1777 – avant de devenir maestro di cappella de la basilique Saint-Pierre de Rome, poste qu'il assume conjointement à San Lorenzo Lucina à partir de 1797 [ 3 ]. De 1776 a 1793, Guglielmi viu a Nàpols - on va ser escollit membre de l'Acadèmia de Música Nobile el 1777 - i on va tenir alumnes com el napolità Tomasso Sogner, el maltès Nicolas Isouard, després va esdevenir mestre de capella de la basílica de Sant Pere a Roma, càrrec que va assumir conjuntament amb San Lorenzo Lucina a partir de 1797.
Entre les seves obres, hi ha prop de 100 òperes, quinze d'oratoris i cantates, una quarantena d'obres de música sacra i almenys unes cinquanta pàgines musicals incloent simfonies, els concerts per a clavecí, música de cambra i obres (sonates, tocates, capricis…) per a clavecí. Les seves sonates per a clavecí, sovint en dos moviments (un moviment seguit per un rondó animat o minuet) estan classificats per Newman a l'escola napolitana tardana, com les obres de Rutini, Vento, Cimarosa i Paisiello.
El seu fill Pietro Carlo Guglielmi també fou compositor d'òperes.

## Òperes
- Lo solachianello 'mbroglione (dramma giocoso, llibret de D. Pignatero, 1757, Nàpols)
- Il filosofo burlato (commedia per musica, 1758, Nàpols)
- La ricca locandiera (intermezzo, llibret d'Antonio Palomba, 1759)
- I capricci di una vedova (dramma giocoso, 1759, Nàpols)
- La moglie imperiosa (commedia per musica, llibret de A. Villani, 1759, Nàpols)
- I due soldati (dramma giocoso, llibret d'Antonio Palomba, 1760, Nàpols)
- L'Ottavio (commedia per musica, llibret de Gennaro Antonio Federico, 1760, Nàpols)
- Il finto cieco (dramma giocoso, llibret de Pietro Trinchera, 1761, Nàpols)
- I cacciatori (farsetta, basata su Li uccellatori di Carlo Goldoni, 1762, Roma)
- La donna di tutti i caratteri (commedia per musica, llibret d'Antonio Palomba, 1762, Nàpols)
- Don Ambrogio (intermezzo, 1762, Nàpols)
- Tito Manlio (opera seria, llibret de Gaetano Roccaforte, 1763, Roma)
- La francese brillante (commedia per musica, llibret de Pasquale Mililotti, 1763, Nàpols)
- Lo sposo di tre e marito di nessuna (commedia per musica, llibret d'Antonio Palomba, 1763, Nàpols)
- L'Olimpiade (opera seria, llibret de Pietro Metastasio, 1763, Nàpols)
- Le contadine bizzarre (farsetta, 1763, Roma)
- Siroe re di Persia (opera seria, llibret de Pietro Metastasio, 1764, Florència)
- Li rivali placati (dramma giocoso, llibret de Gaetano Martinelli, 1764, Venècia)
- Farnace (opera seria, llibret d'Antonio Maria Lucchini, 1765, Roma)
- Tamerlano (opera seria, llibret de Agostino Piovene, 1765, Venècia)
- L'impresario d'opera (dramma giocoso, llibret de Bartolomeo Cavalieri, 1765, Milà)
- Il ratto della sposa (dramma giocoso, llibret de Gaetano Martinelli, 1765, Venècia)
- Adriano in Siria (opera seria, llibret de Pietro Metastasio, 1765, Venècia)
- Lo spirito di contradizione (dramma giocoso, llibret de Gaetano Martinelli, 1766, Venècia)
- Sesostri (opera seria, llibret de Pietro Pariati, 1766, Venècia)
- Demofoonte (opera seria, llibret de Pietro Metastasio, 1766, Treviso)
- La sposa fedele (dramma giocoso, llibret de Pietro Chiari, 1767, Venècia)
- Antigono (opera seria, llibret de Pietro Metastasio, 1767, Milà)
- Il re pastore (opera seria, llibret de Pietro Metastasio, 1767, Venècia)
- Ifigenia in Aulide (opera seria, llibret de Giovan Gualberto Bottarelli, 1768, Londres)
- I viaggiatori ridicoli tornati in Italia (dramma giocoso, llibret de Giovan Gualberto Bottarelli, dopo Goldoni, 1768, Londres)
- Alceste (opera seria, llibret de Ranieri de' Calzabigi, revisione di Giuseppe Parini, 1768, Milà)
- Ruggiero (opera seria, llibret de Caterino Mazzolà, dopo Ludovico Ariosto, 1769, Venècia)
- Ezio (opera seria, llibret de Pietro Metastasio, 1770, Londres)
- Il disertore (dramma giocoso, llibret de Carlo Francesco Badini, dopo Michel-Jean Sedaine, 1770, Londres)
- L'amante che spende (dramma giocoso, llibret de Niccolò Tassi, 1770, Venècia)
- Le pazzie di Orlando (dramma giocoso, llibret de Carlo Francesco Badini, dopo Ludovico Ariosto, 1771, Londres)
- Il carnevale di Venècia, o sia La virtuosa (dramma giocoso, llibret de Carlo Francesco Badini, 1772, Londres)
- L'assemblea (dramma giocoso, llibret de Giovanni Gualberto Bottarelli, basato su La conversazione di Carlo Goldoni, 1772, Londres)
- Demetrio (opera seria, llibret de Giovanni Gualberto Bottarelli, dopo Pietro Metastasio, 1772, Londres)
- Mirandolina (dramma giocoso, llibret de Giovanni Bertati, 1773, Venècia)
- La contadina superba, ovver Il giocatore burlato (intermezzo, 1774, Roma)
- Tamas Kouli-Kan nell'Indie (opera seria, llibret de Vittorio Amedeo Cigna-Santi, 1774, Florència)
- Gl'intrighi di Don Facilone (intermezzo, 1775, Roma)
- Merope (opera seria, llibret d'Apostolo Zeno, 1775, Torí)
- Vologeso (opera seria, llibret d'Apostolo Zeno, 1775, Milà)
- La Semiramide riconosciuta (opera seria, llibret de Pietro Metastasio, 1776, Nàpols)
- Il matrimonio in contrasto (commedia per musica, llibret de Giuseppe Palomba, 1776, Nàpols)
- Artaserse (opera seria, llibret de Pietro Metastasio, 1777, Roma)
- Ricimero (opera seria, basata su La fede tradita e vendicata di Francesco Silvani, 1777, Nàpols)
- I fuorusciti (commedia per musica, llibret de Giuseppe Palomba, 1777, Nàpols)
- Il raggiratore di poca fortuna (dramma giocoso, llibret de Giuseppe Palombam 1779, Nàpols)
- La villanella ingentilita (commedia per musica, llibret de Francesco Saverio Zini, 1779, Nàpols)
- Narcisso (intermezzo, llibret de Giuseppe Palomba, 1779, Nàpols)
- La dama avventuriera (commedia per musica, llibret de Giuseppe Palomba, 1780, Nàpols)
- La serva padrona (dramma giocoso, llibret de Gennaro Antonio Federico, 1780, Nàpols)
- Le nozze in commedia (dramma giocoso, llibret de Giuseppe Palomba, 1781, Nàpols)
- Diana amante (serenata, libretto L. Serio, basato su Endimione di Pietro Metastasio, 1781, Nàpols)
- I Mietitori (commedia per musica, llibret de Francesco Saverio Zini, 1781, Nàpols)
- La semplice ad arte (commedia per musica, llibret de Giuseppe Palomba, 1782, Nàpols)
- La Quakera spiritosa (commedia per musica, llibret de Giuseppe Palomba, 1783, Nàpols)
- La donna amante di tutti, e fedele a nessuno (commedia per musica, llibret de Giuseppe Palomba, 1783, Nàpols)
- Le vicende d'amore (intermezzo, llibret de Giovanni Battista Neri, 1784, Roma)
- I finti amori (commedia per musica, 1784, Nàpols)
- La finta zingara (farsa, llibret de Giovanni Battista Lorenzi, 1785, Nàpols)
- Le sventure fortunate (farsa, llibret de Giovanni Battista Lorenzi, 1785, Nàpols)
- La virtuosa in Mergellina (dramma giocoso, llibret de Francesco Saverio Zini, 1785, Nàpols)
- Enea e Lavinia (opera seria, llibret de Giuseppe Sertor, 1785, Nàpols)
- L'inganno amoroso (commedia per musica, llibret de Giuseppe Palomba, 1786, Nàpols)
- Le astuzie villane (commedia per musica, llibret de Giuseppe Palomba, 1786, Nàpols)
- Lo scoprimento inaspettato (dramma giocoso, llibret de V. de Stefano, 1787, Nàpols)
- Laconte (opera seria, llibret de Giuseppe Pagliuca, 1787, Nàpols)
- La pastorella nobile (commedia per musica, llibret de Francesco Saverio Zini, 1788, Nàpols)
- Arsace (opera seria, basato su Il Medonte re d'Epiro di Giovanni De Gamerra, 1788, Venècia)
- Rinaldo (opera seria, llibret de Giuseppe Maria Foppa, dopo Torquato Tasso, 1789, Venècia)
- Ademira (opera seria, llibret de Ferdinando Moretti, 1789, Nàpols)
- Gl'inganni delusi (commedia per musica, llibret de Giuseppe Palomba, 1789, Nàpols)
- Alessandro nell'Indie (opera seria, llibret de Pietro Metastasio, 1789, Nàpols)
- La serva innamorata (dramma giocoso, llibret de Giuseppe Palomba, 1790, Nàpols)
- L'azzardo (commedia per musica, 1790, Nàpols)
- Le false apparenze (commedia per musica, llibret de Giuseppe Palomba, 1791, Nàpols)
- La sposa contrastata (commedia per musica, llibret de Francesco Saverio Zini, 1791, Nàpols)
- Il poeta di campagna (commedia per musica, llibret de Francesco Saverio Zini, 1792, Nàpols)
- Amor tra le vendemmie (commedia per musica, llibret de Giuseppe Palomba, 1792, Nàpols)
- La lanterna di Diogene (dramma giocoso, llibret d'Angelo Anelli, da Giuseppe Palomba, 1793, Venècia)
- Gli amanti della dote (farsa, llibret de Francesco Saverio Zini, 1794, Lisboa)
- Admeto (opera seria, llibret de Giuseppe Palomba, 1794, Nàpols)
- La pupilla scaltra (dramma giocoso, 1795, Venècia)
- Il trionfo di Camilla (opera seria, llibret de Silvio Stampiglia, 1795, Nàpols)
- La Griselda (opera seria, llibret de Gaetano Sertor, 1796, Florència)
- La morte di Cleopatra (opera seria, llibret de Simeone Antonio Sografi, 1796, Nàpols)
- L'amore in villa (dramma giocoso, llibret de Giuseppe Petrosellini, 1797, Roma)
- Siface e Sofonisba (opera seria, llibret d'Andrea Leone Tottola, 1802, Nàpols)